# Gianni Ghidini
Gianni Ghidini (Golese, 21 maggio 1930 – Baganzola, 20 giugno 1995) è stato un ciclista su strada italiano.
Tra i dilettanti fu campione del mondo in linea nel 1951, vincendo inoltre la medaglia d'argento olimpica nella gara a squadre ai Giochi di Helsinki 1952 con Dino Bruni e Vincenzo Zucconelli. Fu poi professionista dal 1953 al 1955, vincendo una frazione al Giro di Sicilia 1954.

## Palmarès
- 1949 (Dilettanti)

Coppa Collecchio
- 1951 (Dilettanti)

Campionati del mondo, Corsa in linea Dilettanti (Varese)
- 1954 (Girardengo-Eldorado, una vittoria)

3ª tappa, 2ª semitappa Giro di Sicilia (Licata > Gela, cronometro)

## Piazzamenti

### Competizioni mondiali
- Campionati del mondo

Varese 1951 - Corsa in linea Dilettanti: vincitore
- Giochi olimpici

Melbourne 1952 - Prova a squadre: 2º